# Contea di Cayuga
La contea di Cayuga (in inglese Cayuga County) è una contea dell'area centrale dello Stato di New York, negli Stati Uniti. Il capoluogo è Auburn.

## Geografia fisica
La contea si trova nel centro-est dello Stato e si affaccia a nord sul lago Ontario. Il territorio è collinare nella parte meridionale e prevalentemente pianeggiante in quella settentrionale ed è ricco di laghi. Lungo la costa è situato il parco statale di Fair Haven Beach.
Sul confine orientale sono situati i laghi Cross e Skaneateles. Nell'area centro-meridionale è situato il lago Owasco che riceve da sud l'Owasco Inlet e da est il Dutch Hollow Brook. Lungo il confine sud-occidentale è situato il grande lago Cayuga. Nell'area settentrionale scorre da ovest ad est il fiume Seneca e lo Stirling Creek che scorre verso nord per sfociare nel lago Ontario.
Il capoluogo di contea e la città più popolosa è Auburn posta a nord del lago Owasco.

### Contee confinanti
- Contea di Jefferson - nord-est
- Contea di Oswego - nord-est
- Contea di Onondaga - est
- Contea di Cortland - sud-est
- Contea di Tompkins - sud
- Contea di Seneca - sud-ovest
- Contea di Wayne - ovest

## Storia
Quando furono istituite le Province di New York nel 1683 l'area dell'attuale contea faceva parte della contea di Albany. La contea di Cayuga fu istituita nel 1799 separandola dalla contea di Onondaga. Il nome deriva da quello della popolazione nativa che viveva nell'area. La contea aveva a quel tempo un'estensione molto maggiore di quella attuale. Nel 1804 ne venne separato il territorio della contea di Seneca e nel 1817 parte del territorio della contea di Tompkins.

## Comuni
Auburn è l'unica city e il capoluogo.

### Towns
| - Aurelius - Brutus - Cato - Conquest - Fleming - Genoa - Ira - Ledyard - Locke - Mentz - Montezuma - Moravia | - Niles - Owasco - Scipio - Sempronius - Sennett - Springport - Sterling - Summerhill - Throop - Venice - Victory |